# Chnaunanthus discolor
Chnaunanthus discolor is een keversoort uit de familie bladsprietkevers (Scarabaeidae). De wetenschappelijke naam van de soort is voor het eerst geldig gepubliceerd in 1844 door Burmeister.